# Lashy Hulme
Lashy Hulme, född 1 april 1971 i Melbourne, är en australisk skådespelare.
Hulme har bland annat medverkat i TV-serien Offspring. Han har även medverkat i filmen Furiosa: A Mad Max Saga.

## Filmografi (i urval)
- 2010–2017 – Offspring (TV-serie)
- 2024 – Furiosa: A Mad Max Saga